# Mistrzostwa Węgier w Skokach Narciarskich 2019 (październik)
Mistrzostwa Węgier w Skokach Narciarskich 2019 – rozegrane w kompleksie skoczni Bloudkova velikanka w Planicy 27 października 2019 zawody mające za zadanie wyłonić najlepszych skoczków w kraju. Rozegrano także zawody w niższych kategoriach wiekowych.
Wśród seniorów rozegrano zawody na skoczni dużej, w których zwyciężyli: Flórián Molnár i Virág Vörös, którzy byli jedynymi startującymi w swoich kategoriach.

## Wyniki

### Konkurs indywidualny mężczyzn na skoczni K125
| Miejsce | Zawodnik       | Klub       | Skok 1  | Skok 2  | Punkty |
| ------- | -------------- | ---------- | ------- | ------- | ------ |
| 1.      | Flórián Molnár | Kőszegi SE | 112,0 m | 115,0 m | 163,1  |

### Konkurs indywidualny kobiet na skoczni K125
| Miejsce | Zawodniczka | Klub       | Skok 1  | Skok 2  | Punkty |
| ------- | ----------- | ---------- | ------- | ------- | ------ |
| 1.      | Virág Vörös | Kőszegi SE | 108,0 m | 112,0 m | 157,0  |